# Liste der Grade-I-Bauwerke in West Yorkshire
| Lage von West Yorkshire in England                          |
| Gliederung von West Yorkshire                               |
| 1. Leeds 2. Wakefield 3. Kirklees 4. Calderdale 5. Bradford |

Diese Liste der Grade-I-Bauwerke in West Yorkshire nennt die Grade-I-Listed Buildings in West Yorkshire geordnet.
Von den rund 373.000 Listed Buildings in England sind rund 9000, also etwa 2,4 %, als Grade I eingestuft. Davon befinden sich etwa 120 in West Yorkshire.

## Bradford
1. 2 Pairs of Gate Piers and Linking Walls with Summer-House Attached to Rear of Farfield Hall, Addingham, Bradford, LS29
2. 3 Stone Crosses South of the Church of All Saints, Ilkley, Bradford, LS29
3. Barn Approximately 80 Metres to North-East of East Riddlesden Hall, Keighley, Bradford, BD20
4. Barn at Upper Headley Hall, Bradford, BD13
5. Bolling Hall (Museum), Bradford, BD4
6. Bradford Town Hall, Bradford, BD1
7. Burley House, Burley, Bradford, LS29
8. Cathedral Church of St Peter, Bradford, BD1
9. Church of St James, Bradford, BD4
10. Church of St Oswald, Leeds, LS20
11. Church of St Peter, Addingham, Bradford, LS29
12. Congregational Church (Including Salt Family Mausoleum to South), Bradford, BD18
13. Courtyard Entrance and Walling at Upper Headley Hall, Bradford, BD13
14. East Riddlesden Hall, Keighley, Bradford, BD20
15. Farfield Hall, Addingham, Bradford, LS29
16. Haworth Parsonage (Bronte Museum), Haworth, Cross Roads and Stanbury, Bradford, BD22
17. Heathcote, subsidiary buildings and structures, and entrance walls, Ilkley, Bradford, LS29
18. High Bentley, Calderdale, HX3
19. Leeds and Liverpool Canal Five Rise Locks with Overflow Channel, Bingley, Bradford, BD16
20. Manor House, Ilkley, Bradford, LS29
21. Myddleton Lodge (St Paul’s Retreat), Ilkley, Bradford, LS29
22. The Wool Exchange, Bradford, BD1
23. Tong Hall, Bradford, BD4
24. Upper Headley Hall, Bradford, BD13
25. West Riddlesden Hall, Keighley, Bradford, BD20

## Calderdale
1. Barkisland Hall, Ripponden, Calderdale, HX4
2. Church of All Souls, Calderdale, HX3
3. Church of St John the Baptist, Calderdale, HX1
4. Church of St Mary, Calderdale, HX5
5. Church of St Peter, Calderdale, HX6
6. Double Aisled Barn to North West of Kirklees Priory Gatehouse, Calderdale, HD6
7. Home Farm Building Number 9 malthouse, Calderdale, HD6
8. Kershaw House, Calderdale, HX2
9. Kirklees Hall Mansion and Attached Stables, Calderdale, HD6
10. New Hall, Calderdale, HX5
11. Piece Hall, Westgate, Halifax, Calderdale, HX1
12. The Howroyde, Ripponden, Calderdale, HX4
13. The Unitarian Church, Todmorden, Calderdale, OL14
14. Todmorden Town Hall, Todmorden, Calderdale, OL14
15. Wood Lane Hall, Calderdale, HX6

## Kirklees
1. Banney Royd, Kirklees, HD3
2. Church of All Hallows, Kirkburton, Kirklees, HD8
3. Church of All Hallows, Kirklees, HD5
4. Church of All Saints, Kirklees, WF17
5. Church of St Michael, Denby Dale, Kirklees, HD8
6. Church of St Michael and All Angels, Kirklees, WF12
7. Oakwell Hall Including Boundary Wall, Kirklees, WF17
8. Railway Station, Kirklees, HD1
9. Thornhill Lees Hall, Kirklees, WF12
10. Woodsome Hall, Kirkburton, Kirklees, HD8

## Leeds
1. Barn Forming East Side of Stable Yard Aproximately 100 Metres East of Ledston Hall, Ledston, Leeds, WF10
2. Bramham Park, Bramham cum Oglethorpe, Leeds, LS23
3. Calverley Old Hall, Leeds, LS28
4. Chapel at North End of Terrace to Rear of Bramham Park, Bramham cum Oglethorpe, Leeds, LS23
5. Church of All Hallows, Bardsey cum Rigton, Leeds, LS17
6. Church of All Saints, Harewood, Leeds, LS17
7. Church of All Saints, Ledsham, Leeds, LS25
8. Church of St John, Leeds, LS2
9. Church of St John the Baptist, Leeds, LS16
10. Church of St Mary, Kippax, Leeds, LS25
11. Church of St Mary, Leeds, LS15
12. Church of St Oswald, Leeds, LS26
13. Church of St Saviour, Leeds, LS9
14. Church of the Epiphany, Leeds, LS9
15. City Markets, Leeds, LS2
16. Corn Exchange, Leeds, LS1
17. Entrance Gates and Lodges, Ledston, Leeds, WF10
18. Fulneck Moravian Chapel and Attached Ranges to Either Side Including the Boys’ School and Girls’ School, Leeds, LS28
19. Gatepiers at Entrance to Forecourt of Bramham Park with Attached Retaining Wall, Bramham cum Oglethorpe, Leeds, LS23
20. Gothic Temple Approximately 370 Metres South of Bramham Park House, Bramham cum Oglethorpe, Leeds, LS23
21. Harewood Castle, Harewood, Leeds, LS17
22. Harewood House, Harewood, Leeds, LS17
23. Holy Trinity Church, Leeds, LS1
24. Kirkstall Abbey, Leeds, LS5
25. Ledston Hall, Ledston, Leeds, WF10
26. Ledston Lodge, Ledsham, Leeds, LS25
27. Lumb Hall, Drighlington, Leeds, BD11
28. Obelisk Pond and the Great Cascade Approximately 300 Metres South of Bramham Park House, Bramham cum Oglethorpe, Leeds, LS23
29. Open Temple at West End of Quarter Mile Walk in Bramham Park, Bramham cum Oglethorpe, Leeds, LS23
30. Original Infirmary and Corson’s Pavilion Wing, Leeds, LS1
31. Parish Church of All Saints, Otley, Leeds, LS21
32. Parish Church of St Peter, Leeds, LS2
33. Parterre to West of Bramham Park House with 2 Pillars and 6 Urns, Bramham cum Oglethorpe, Leeds, LS23
34. Puritan Chapel, Bramhope, Leeds, LS16
35. Retaining Wall to South Terrace and Eastern Part of Garden Terminating at the Four Faces Avenue, Barwick in Elmet and Scholes, Leeds, LS23
36. Stable Block Approximately 50 Metres East of Ledston Hall, Ledston, Leeds, WF10
37. Stable Block Forming South Side of Forecourt to Bramham Park, Bramham cum Oglethorpe, Leeds, LS23
38. Stables Approximately 200 Metres to South West of Harewood House, Harewood, Leeds, LS17
39. Stone Surround to T Shaped Pond, Barwick in Elmet and Scholes, Leeds, LS23
40. T Pond at Junction of Walks Approximately 350 Metres South West of Bramham Park House, Bramham cum Oglethorpe, Leeds, LS23
41. Temple Mill, Leeds, LS11
42. Temple Newsam House, Leeds, LS15
43. The Rotunda in the Black Fen Pleasure Ground, Barwick in Elmet and Scholes, Leeds, LS24
44. The Town Hall, Morley, Leeds, LS27
45. Town Hall, Leeds, LS1

## Wakefield
1. Ackworth School (That Part Comprising Centre Block East and West Wings Shed Court Main Entrance), Ackworth, Wakefield, WF7
2. Cathedral Church of All Saints, Wakefield, WF1
3. Chapel of St Mary on East Side of Wakefield Bridge, Wakefield, WF1
4. Church of All Saints, South Kirkby and Moorthorpe, Wakefield, WF9
5. Church of St Luke and All Saints, Darrington, Wakefield, WF8
6. Church of St Mary, Badsworth, Wakefield, WF9
7. Church of St Michael and Our Lady (Wragby Parish Church), Huntwick with Foulby and Nostell, Wakefield, WF4
8. Church of St Peter, South Hiendley, Wakefield, S72
9. Church of St Peter, Woolley, Wakefield, WF4
10. Church of St Peter and St Leonard, Wakefield, WF4
11. County Hall (Offices of West Yorkshire County Council), Wakefield, WF1
12. Flanking Screen Walls and Gate Piers Attached to West Front of Heath Hall Linking East and West Pavilions, Warmfield cum Heath, Wakefield, WF1
13. Frieston’s Hospital, Warmfield cum Heath, Wakefield, WF1
14. Heath Hall, Warmfield cum Heath, Wakefield, WF1
15. Horbury Hall, Wakefield, WF4
16. Kettlethorpe Hall, Wakefield, WF2
17. Nostell Priory, Huntwick with Foulby and Nostell, Wakefield, WF4
18. Stables at Nostell Priory, Huntwick with Foulby and Nostell, Wakefield, WF4
19. Stanley Ferry Aqueduct, Normanton, Wakefield, WF3
20. The Brewhouse and East Pavilion at Heath Hall, Warmfield cum Heath, Wakefield, WF1
21. The Hermitage, Wakefield, WF8
22. The Stable House, Heath Hall, Warmfield cum Heath, Wakefield, WF1
23. The West Pavilion, Warmfield cum Heath, Wakefield, WF1
24. Town Hall, Wakefield, WF1
25. Wakefield Bridge, Wakefield, WF1